# Alexander Klec
Alexander Klec (* 13. srpna 1948) je bývalý slovenský fotbalový záložník.

## Fotbalová kariéra
V československé lize nastoupil za AC Nitra ve 21 ligových utkáních, gól v lize nedal.

## Ligová bilance
| Ročník                                   | Zápasy | Góly | Minuty | Klub     |
| ---------------------------------------- | ------ | ---- | ------ | -------- |
| 1. československá fotbalová liga 1971/72 | 13     | 0    | 646    | AC Nitra |
| 1. československá fotbalová liga 1972/73 | 8      | 0    | 549    | AC Nitra |
| CELKEM                                   | 21     | 0    | 1 195  |          |